# Championnat du Japon de football 1982
Le Championnat du Japon de football 1982 est la dix-huitième édition de la Japan Soccer League. 

## Classement de la première division
| Pos | Club              | Pts | J  | G  | N | D | Bp | Bc | Diff | Note                                  |
| --- | ----------------- | --- | -- | -- | - | - | -- | -- | ---- | ------------------------------------- |
| 1   | Mitsubishi Motors | 23  | 18 | 10 | 3 | 5 | 27 | 16 | +11  | Champion                              |
| 2   | Yanmar Diesel     | 22  | 18 | 9  | 4 | 5 | 25 | 17 | +8   |                                       |
| 3   | Furukawa Electric | 21  | 18 | 8  | 5 | 5 | 25 | 19 | +6   |                                       |
| 4   | Fujita Industries | 20  | 18 | 8  | 4 | 6 | 26 | 21 | +5   |                                       |
| 5   | Yomiuri           | 19  | 18 | 8  | 3 | 7 | 23 | 18 | +5   |                                       |
| 6   | Hitachi           | 19  | 18 | 8  | 3 | 7 | 29 | 27 | +2   |                                       |
| 7   | Mazda             | 17  | 18 | 4  | 9 | 5 | 16 | 20 | -4   |                                       |
| 8   | Nissan            | 14  | 18 | 5  | 4 | 9 | 12 | 24 | -10  |                                       |
| 9   | Honda             | 14  | 18 | 4  | 6 | 8 | 17 | 29 | -12  | Barrage de promotion-relégation D1/D2 |
| 10  | Nippon Kokan      | 11  | 18 | 1  | 9 | 8 | 12 | 23 | -11  | Relégué en D2                         |

## Barrage de promotion-relégation D1/D2
| JSL Division 1 | Aller | Retour | JSL Division 2 |
| -------------- | ----- | ------ | -------------- |
| Honda Giken    | 2-1   | 3-0    | Toshiba        |

Honda Giken se maintient en D1. 

## Classement des buteurs de la D1
| Joueur        | Nombre de buts |
| ------------- | -------------- |
| Hiroyuki Usui | 13             |

## Classement de la deuxième division
| Pos | Club                   | Pts | J  | G  | N | D  | Bp | Bc | Diff | Note                                              |
| --- | ---------------------- | --- | -- | -- | - | -- | -- | -- | ---- | ------------------------------------------------- |
| 1   | Yamaha Motors          | 29  | 18 | 12 | 5 | 1  | 35 | 11 | +24  | Champion de D2, promu en D1                       |
| 2   | Toshiba                | 26  | 18 | 12 | 2 | 4  | 39 | 16 | +23  | Barrage de promotion-relégation D1/D2             |
| 3   | Sumitomo               | 25  | 18 | 11 | 3 | 4  | 32 | 18 | +14  |                                                   |
| 4   | Tanabe Pharmaceuticals | 22  | 18 | 10 | 2 | 6  | 27 | 16 | +11  |                                                   |
| 5   | New Japan Steel        | 19  | 18 | 8  | 3 | 7  | 24 | 21 | +3   |                                                   |
| 6   | Toyota Motors          | 14  | 18 | 6  | 2 | 10 | 19 | 26 | -7   |                                                   |
| 7   | Fujitsu                | 13  | 18 | 4  | 5 | 9  | 16 | 26 | -10  |                                                   |
| 8   | Kofu Club              | 12  | 18 | 4  | 4 | 10 | 15 | 23 | -8   |                                                   |
| 9   | Saitama Teachers       | 11  | 18 | 4  | 3 | 11 | 14 | 38 | -24  | Barrage promotion-relégation D2/Séries régionales |
| 10  | Teijin S.C.            | 9   | 18 | 3  | 3 | 12 | 17 | 43 | -26  | Relégué en séries régionales                      |

## Barrage promotion-relégation D2/Séries régionales
| JSL 2            | Aller | Retour | Séries régionales                                   |
| ---------------- | ----- | ------ | --------------------------------------------------- |
| Saitama Teachers | 0-0   | 3-1    | Seino Transportation (Second des séries régionales) |

Saitama Teachers se maintient en D2. 